# Alawi
Para la religión, véase Alawitas

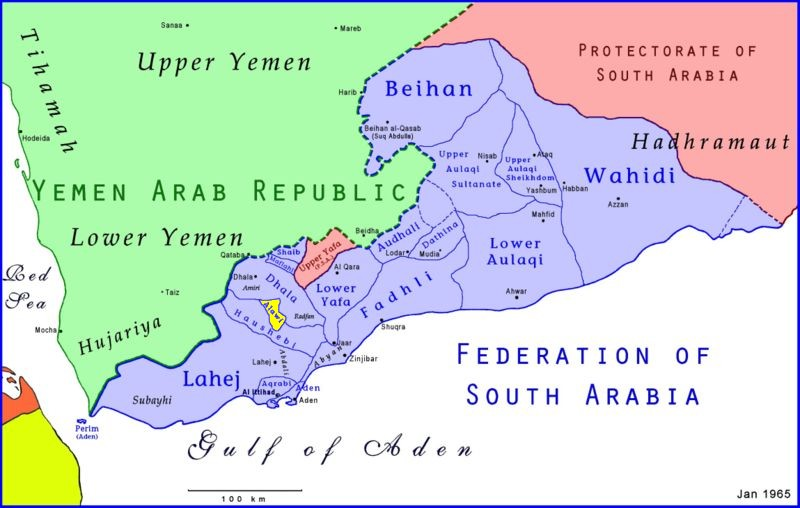
Ubicación de Alawi dentro de la Federación de Arabia del Sur (en amarillo)

Alawi (en árabe: علوي‎, transliteración: 'Alawī) fue uno de los nueve cantones originales que suscribieron acuerdos de protección con el Imperio británico a fines del siglo XIX y que formó parte del protectorado británico de Adén. Posteriormente formó parte de la Federación de Emiratos Árabes del Sur, y su sucesora, la Federación de Arabia del Sur. su capital era la ciudad de Al Qasha. El último jeque gobernante, Salih ibn Sayil Al Alawi, fue depuesto, tras lo cual su estado fue abolido en 1967 y se integró a la República Popular de Yemen del Sur, por lo que actualmente el territorio de Alawi pertenece a Yemen.
- Datos: Q2121839